# Pietro Leonardi (presbitero)
Pietro Leonardi (Verona, 17 luglio 1769 – 9 aprile 1844) è stato un presbitero italiano, fondatore delle Figlie di Gesù.

## Biografia
Nato in una famiglia agiata e di buon livello culturale, frequentò la scuola presso il seminario fin da giovanissimo. I primi segni della vocazione interiore sorsero dopo l'incontro con il papa Pio VI, di passaggio a Verona nel 1782; ma solo dopo qualche anno, superata l'opposizione del padre, entrò in seminario per studiare teologia. Fu ordinato sacerdote nel 1794, poi si trasferì a Padova per completare gli studi presso la Facoltà Teologica. Non conseguì la laurea, ma la sua preparazione dottrinale gli consentì di affrontare l'impegno della predicazione, soprattutto verso i giovani.
Colpito dalle pessime condizioni in cui vivevano i degenti negli ospedali, si dedicò insieme ad altri sacerdoti e laici della città alle opere di carità, occupandosi dell'assistenza spirituale e materiale dei poveri e degli ammalati: nel 1796 fondò l'associazione Sacra Fratellanza de' Preti e Laici Spedalieri.
Per migliorare le condizioni di vita dei ragazzi orfani e poveri, istruendoli e avviandoli al lavoro, aprì una scuola professionale, l'Asilo dei Raminghelli.
Nel 1804 incontrò a Parigi papa Pio VII, da cui ricevette l'approvazione per le opere già intraprese. Leonardi espose al papa anche i suoi progetti per la fondazione di un nuovo Istituto religioso, e il pontefice gli assicurò che avrebbe esaminato la regola, una volta tornato a Roma. A Parigi ebbe anche l'occasione di conoscere le opere di carità istituite da san Vincenzo de' Paoli: su quell'esempio, tornato a Verona, istituì una scuola per sordomuti.
Fu incarcerato due volte per alcune attività ritenute illecite Scontati due anni di pena, durante i quali scrisse un trattato di ascetica, tornò alla sua opera di assistenza dei giovani, dedicandosi in particolare alla formazione scolastica delle ragazze orfane e indigenti. Nel 1812, fondò la congregazione delle Figlie di Gesù.
Pietro Leonardi è stato proclamato venerabile da papa Giovanni Paolo II il 3 marzo 1990.